# شاریپوو (شهرستان اوچالینسکی، باشقیرستان)
شاریپوو (انگلیسی: Sharipovo, Uchalinsky District, Republic of Bashkortostan) یک شهرک در شهرستان اوچالینسکی استان باشقیرستان کشور روسیه است.